# Есенбулаг
Есенбулаг (монг. Есөнбулаг) — сомон аймака Говь-Алтай в юго-западной части Монголии, площадь которого составляет 2 161 км². Численность населения по данным 2009 года составила 16 243 человек.
Центр сомона — город Алтай является одновременно и административным центром аймака. Сомон расположен в 1001 километрах от столицы страны — Улан-Батора.